# Beautiful Monster
„Beautiful Monster“ je píseň amerického R&B zpěváka Ne-Yo. Píseň pochází z jeho čtvrtého alba Libra Scale. Produkce se ujal producent Stargate. Píseň se dostala na čelo UK Singles Chart.

## Hitparáda
| Žebříček  | Příčka |
| --------- | ------ |
| Kanada    | 40     |
| Anglie    | 1      |
| USA       | 53     |
| Slovensko | 11     |
| Česko     | 40     |

| "All Time Low" od The Wanted | Anglické #1 hity 8. srpen~14. srpen 2010 | "Club Can't Handle Me" od Flo Rida featuring David Guetta |